# این هفت روز
این هفت روز (به هندی: Woh Saat Din) فیلمی محصول سال ۱۹۸۳ و به کارگردانی باپو است. در این فیلم بازیگرانی همچون آنیل کاپور، پادمینی کولاپوری، نصیرالدین شاه، ساتیش کایشیک ایفای نقش کرده‌اند.